# Tal- och språkutveckling
Tal- och språkutveckling är den process där barn tillägnar sig sitt första talade språk, sitt modersmål. Detta skall inte förväxlas med språkinlärning, som handlar om senare inlärning av andra språk. Språkutvecklingen pågår även efter att språket inlärts och innefattar även utvecklingen och det naturliga åldrandet av språket.[källa behövs]

## Före det talade språket
Spädbarns språkutveckling tar vid långt innan de själva börjar använda det talade (eller tecknade) språket. Hur den faktiska språkutvecklingen förhåller sig till övrig kommunikation är inte helt klarlagt. Redan vid födelsen kan spädbarn göra sig förstådda av sin omgivning med hjälp av miner och skrik. Innan barn behärskar det talade språket använder de olika sätt att kommunicera med sin omgivning, bland dessa finns gester, miner, skrik, joller och framförallt kroppsspråk.

## Varför börjar barn tala?
Hur och varför barn tillägnar sig ett språk är fortfarande inte helt klart, men det finns många teorier i ämnet. En teori är att barn redan tidigt i sin utveckling uppfattar olika tonfall, känslor och signaler som förmedlas genom språket.[källa behövs] Detta gör det talade språket tilltalande och väcker ett intresse hos barnet.[källa behövs] Huruvida så kallat barnriktat tal, där man bland annat ändrar sitt röstläge, talar i korta meningar och upprepar sig är främjande för små barns språkutveckling är omdebatterat. Vissa anser att detta hämmar barnet i dess utveckling.[källa behövs] Andra menar att det barnriktade talet är ett sätt att göra språket mer intressant och lättare för barnet att ta emot det[källa behövs].

## Barns tidiga tal- och språkutveckling: Produktion
Vid cirka fyra års ålder har den grundläggande språkutvecklingen blivit klar för de flesta barn.[källa behövs] Både i uttal och i grammatik kan barn vid den åldern ha nästan samma kunskap som vuxna.[källa behövs] Man brukar tala om att barn har olika språksatser i åldern mellan ett och tre.[källa behövs] Vid ett års ålder är man i ettordssatsen, två år i tvåordssatsen och tre år i treordssatsen eller i längre meningar.[källa behövs] Man kan även vara tidig eller sen i denna språkutveckling.[källa behövs]
Barn utvecklas olika snabbt, då exempelvis en treåring kan tala ”rent” och tala med långa meningar kan en annan treåring inte tala ”rent” utan har ett outvecklat uttal och har precis börjat sätta ihop treordssatser.[källa behövs] Vissa barn har en försenad eller avvikande tal- och språkutveckling, oftast vet man inte varför.[källa behövs] Språkförsening kan i vissa fall bero på arvsanlag, en allmän utvecklingsförsening, att man har en kontaktstörning, olika sociala faktorer till exempel bristande stimulans eller så kan man ha en sorts skada som drabbar funktioner väsentligt för språket och talmotoriken.[källa behövs] De olika åldersangivelserna nedan är alltså ungefärliga.
För avvikelser såsom försening, se specifik språkstörning. 

### 3–4 månader
I denna ålder kommunicerar barn mycket genom joller. Barnet kan ännu inte göra andra språkljud då dess svalg och angränsande organ inte är fullständigt utvecklade. Joller är ofta ett tecken på välbefinnande.[källa behövs]

### 6–7 månader
Struphuvet växer hos barnet. Detta gör att barnet har fysiska förutsättningar att uttala vokaler. Lite senare kan barnet också uttala konsonanter. [källa behövs]

### 9 månader
Långa jollerramsor med upprepningar är vanliga, exempelvis Ma-ma-ma-ma eller Ba-ba-ba-ba.[källa behövs]

### 10–12 månader
Vid omkring ett års ålder brukar barn yttra sitt första ord. Det första ordet är ofta uppbyggt av enkla språkljud där någon av konsonanterna m, p, n, t eller d ingår. De första orden brukar i de flesta fall vara ett substantiv eller beteckna en person, exempelvis "lampa" eller "mamma". De talade orden brukar ofta vara instabila och uttalas olika vid olika tillfällen. [källa behövs]

### 1–2 år
Här börjar barnet med ett till två ord som senare utvecklas till ca tjugo ord. Vid närmare två års ålder börjar barnet tala i enkla satser genom att kombinera två ord. Den egenskap som gör att vi kan sätta ihop små enheter till större (syntax) gör mänskliga språk så oerhört kraftfulla i termer av uttrycksfullhet. Till exempel "mamma" och "boll" kan kombineras till "mamma boll", något som barnet tidigare som bäst kunnat förmedla med ett av orden (vilket antagligen ger större utrymme för tolkning). När barn klarar att sätta ihop två ord kan man argumentera för att de tagit ett av de viktigaste sprången i språkutvecklingen.[källa behövs]

### 2–3 år
I denna ålder kommer barnet in i en mycket aktiv språkperiod. Vid omkring två och två och ett halvt års ålder börjar barnet att använda tre till fyra ord tillsammans och bildar då små meningar. Vid denna ålder har barnets ordförråd ökat till ca 200-300 ord. Vid denna ålder används mest verb och substantiv i språket, barnet benämner även sig själv med sitt namn och inte pronomen, till exempel "Lisa gå ut". Det börjar även använda frågan ”Vad är det?” och börjar förstå att föremål har namn.[källa behövs]

### 3–4 år
Vid tre års ålder börjar barnets ordförråd växa snabbt och närmar sig runt tusen ord och dennas vokabulär har utvecklats. Barnet strävar även vid denna ålder att medvetet lära sig nya ord. Barnet börjar även säga "jag" om sig själv. Det ställer även många frågor som det redan vet svaret på, detta är ett sätt att kontrollera det egna språket. Barnet använder sina första räkneord vid denna ålder och böjer orden riktigare. Ordlekar, rim och ramsor är saker som roar barn även om de inte förstår dem.[källa behövs]

### 4–5 år
Barnet börjar vid denna ålder tala rent och med fullständiga satser. Det har ett ordförråd som ligger på ca 1500-2000 ord. Det är under denna period barn är som mest språkligt aktiva, och frågor som "hur?" och "varför?" når sin topp då de vill kontrollera sina egna formuleringar. Barnet både kommenterar och talar mycket, nästan hela tiden under sina aktiviteter. Vid denna ålder tycker de även om lekar med ord och rytm, och att använda svåra och krångliga ord är intressant. Barnet har även lärt sig att bemästra språket så bra att det kan använda detta samtidigt som det håller på med olika aktiviteter som t.ex. att äta.[källa behövs]

### 5–6 år
Barnet ställer mer frågor om sådant det vill ha svar på, inte på sådant det redan vet svaret på. Barnets ordförråd har även ökat till ca 2200 ord men ökar nu inte lika snabbt som tidigare. Barnets språkflöde är mer kontrollerat nu och har övergått i ett mer vuxet språk. Vid denna ålder kan barnet även följa med i en berättelse, återberätta den och förklara vad det hört och sett.[källa behövs]

## Hur man utvecklar språket med hjälp av digitala verktyg
Barns språkutveckling börjar redan i tidig ålder, först joller som sedan blir till något som inte gör att förstå för att sedan säga och därefter meningar. Hur barns språkutveckling framskrider är individuellt och skiljer sig därför från barn till barn. Barns språk utvecklas hela tiden t.ex. vid matsituationer och speciellt på förskolan där barn tillbringar många timmar om dagen. När barn som inte lärt sig prata riktigt ännu börjar förskolan träffar de andra barn som har utvecklat sitt språk mer och kan då lära av dem. 
Pedagogerna på förskolan kan hjälpa barnen i deras fortsatta språkutveckling med t.ex. ett större ordförråd och lära sig skriva. En ipad med appar som fokuserar på barns språk är ett alternativ till arbetet med barns språkutveckling, pedagogerna behöver motivera ett barn för att ta till vara barnets kunskaper. Barn intresserar sig för språk samt reflekterar över hur andra barn alternativt deras föräldrar pratar. Ipad med appar på andra språk alternativt svenska ord översatta till ett annat språk intresserar barnen. (Lunneblad, J 2009) beskriver barn som intresserar sig för språk, igenkänningsfaktorn är hög då barn känner en person som är flerspråkig. 

### Kooperativt/kollaborativt lärande
Studier har genomförts på Stockholms universitet om kooperativt/kollaborativt lärande. De provade ett sätt som många förskolor uppskattar, arbete i mindre grupper kring lärplattan. Barnen sitter i mindre grupper och lär sig hur appen fungerar. De kan börja med att lyssna på ljud och byta bild i appen med “Mamma Mu” sagan. Sedan kan de ta kort på vad de vill och sätta in dem i sagan. De apparna som används är t.ex. “Drawing pad”, pusselappar, “PuppetPals” som ger möjlighet till att ta kort på barnen och sätta in dem i olika bakgrunder. Detta sätt att arbeta bidrar till samtal i barngruppen för att kommentera det som har gjorts. “Kids games” handlar om att gissa ordet, sortera och bestämma vad som ska bort, denna app används i stora grupper för språkutvecklingen.
Efter studien hittades de fördelar inom språkutveckling i det kooperativa/kollaborativa lärandet. Det kooperativa/ kollaborativa lärande har specifika fördelar exempelvis att den bidrar till att aktivera det individuella tänkandet, barnen utvecklade ett gemensamt språk och påpekade att lärplattan är till för att lära, och perso

### Utveckling av språklig förmåga enligt studier från Stockholms universitet
I en studie från Stockholms universitet visar det att när det kommer till språkutveckling fick de fram en bild som liknar det som besvarades kring de matematiska aktiviteterna som utvärderats, det finns inget som schemaläggs och om det skall likna något schema sker detta genom samlingar. Några lyfter fram att småbarn inte har något språk istället för att beskriva och exemplifiera språkrelaterade aktiviteter. Dock är det tydligt från enkäterna att ett flertal ur personalen anser att även barnens språkliga förmåga har utvecklats med hjälp av lärplattornas appar. Man har bland annat angivit att man observerat barnen ”fått begrepp och ord som inte brukar vara aktuella i de vardagliga samtalen” och att man arbetat med läsande, berättelser, drama, reflektion samt rim och ramsor på olika språk.

## Barns tidiga tal- och språkutveckling: Perception

### 0–6 månader
Kan skilja mellan alla språkljud. 

### 6 månader
Språkspecifik perception av vokaler. 

### 8 månader
Upptäcker typiska betoningsmönster i ord.[källa behövs]

### 9 månader
Känner igen språkspecifika ljudkombinationer.[källa behövs]

### 11 månader
Nedgång i uppfattning av konsonanter hos främmandespråk. Ökning i uppfattning av konsonanter i förstaspråken.[källa behövs]

## BVC-kontroller
Nedan nämns de kontroller som görs på barnavårdscentralen som berör språkliga förmågor. Förekommer det svårigheter remitteras barnet till logoped för utredning av dem.
18 månader.
- Hur många aktiva ord har barnet? Minst 8-10 ord ska förekomma.
- CHAT-formulär (görs på vissa ställen). Test av tidig kommunikationsförmåga, såsom hur väl barnet följer en annan persons uppmärksamhetsfokus (joint attention).

3 år
- Språkförståelse. Skattas genom frågor till föräldrarna.
- Grammatisk utveckling. Minst 3-ordsmeningar och korta meningar ska förekomma i barnets tal.

4 år
- Fonologi. Hur barnets ljudsystem utvecklats, se fonologisk utveckling.
- Allmän utvecklingsbedömning. Motorik, syn, hörsel m.m.

5 år
- "Skolmognad". Uppmärksamhet. Uppföljning av tidigare osäkerheter kring språkförmågorna.